# Lagarostrobus Franklinův
Lagarostrobus Franklinův (Lagarostrobos franklinii) je stálezelený, dvoudomý, dlouhověký strom vysoký až 30 m. Roste poblíž říčních toků na jihu a západě jihoaustralského ostrova Tasmánie. Je tamním endemitem a jediným druhem monotypického rodu lagarostrobus. Jeho příbuzný druh Lagarostrobos colensoi, vyskytující se na Novém Zélandu, byl pro zachování monofyletismu převeden do nového rodu Manoao pod vědeckým jménem Manoao colensoi.
Mimo semenáčů vyrostlých ze semen se mohou stromy rozšiřovat po okolí i kořenovými výběžky z pařezů pokácených nebo vyvrácených stromů a vytváří tak rozlehlé klony. Např. na nevysokém kopci Mount Read je několik hektarů porostlých geneticky identickými stromy stejného klonu. Původní jedinec či jedinci tohoto klonu rostli na této lokalitě již nejméně před 10 000 roky. Klonálnímu rozmnožování odpovídá i to, že všechny tyto stromy jsou shodného, samčího pohlaví.

## Etymologie
Rodové jméno stromu Lagarostrobos je odvozeno od řeckých slov „lagaros“ pro úzký a „strobilos“ pro šiška, druhové jméno franklinii je po Johnu Franklinovi, anglickém námořním kapitánovi a polárním průzkumníku, který byl i téměř po sedm roků guvernérem Tasmánie. Od roku 1845 byl strom znám pod jménem Dacrydium franklinii, do samostatného rodu Lagarostrobos byl přesunut roku 1982.

## Ekologie

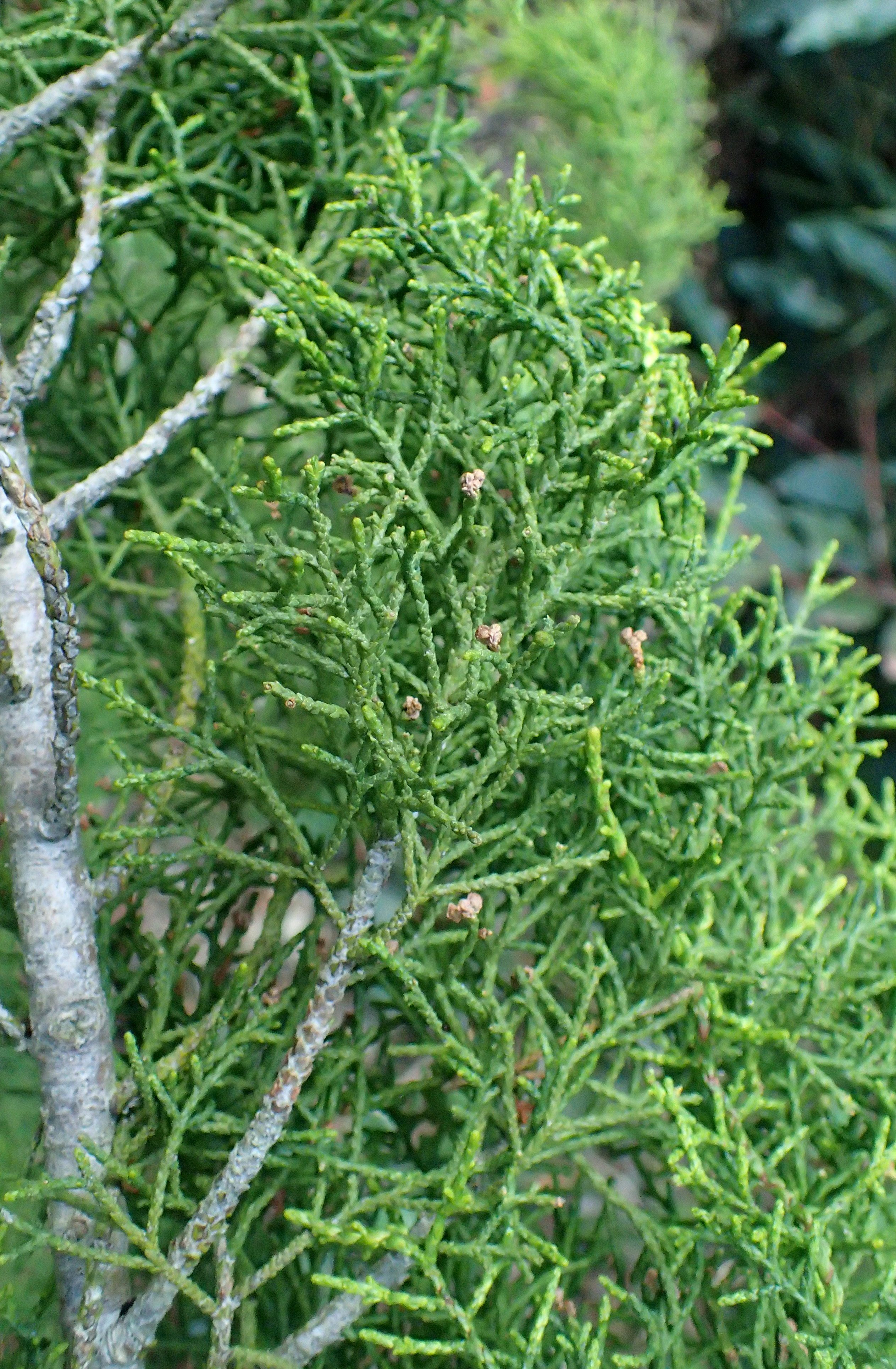
Dospělé šupinovité olistění

Vlhkomilný strom, jenž se obvykle vyskytuje podél vodních toků nebo na vlhkých stráních v deštném lese, stejně jako na okrajích bažin a okolo jezer. Upřednostňuje stále vlhké, ale dobře odvodněné půdy bohaté humusem a živinami, které ani v suchém létě příliš nevysychají. Roste poblíž jižního a západního pobřeží ostrova nejčastěji v nadmořské výšce 150 až 600 m n. m, u vysoko položeného jezera Tahune se ale vyskytuje ve výšce přes 1000 m. Dobře se mu daří ve vlhku a v chladném podnebí, v oblastech jeho výskytu bývá průměrná teplota 9 až 10 °C a roční srážky činí okolo 2100 mm. Odolává zimnímu chladu až do −12 °C. Je však jen málo odolný vůči ohni, proto po přirozené selekci vyrůstá převážně v místech, kde ohně nevznikají. Ploidie druhu je 2n = 30.
Lagarostrobus Franklinův se dožívá vysokého věku, často více než 2000 roků, nejstarší datované stromy jsou ve věku přesahujícím 3000 let, což z nich dělá jedny z nejdéle žijících organismů na Zemi. Známé starší druhy jsou pouze borovice osinatá (Pinus aristata) (asi 5600 roků) rostoucí v Kalifornií a fitzroya cypřišovitá (Fitzroya cupressoides) v Argentině a Chile (asi 3600 roků). Roste však extrémně pomalu, průměrný přírůstek výšky se v závislosti na stanovišti pohybuje od 0,5 po 2 mm za rok, dospělosti dosahuje asi v 500 létech. Nejstarší dochované fosílie tohoto druhu jsou z období staršího než 2,6 miliónů let.

## Popis
Strom s hustou kuželovitou nebo pyramidální korunou vysoký 20 až 30 m, který mívá výčetní tloušťku 70 až 100 cm. Kmen bývá rovný, kůra je šedá až hnědá, ve stáří je tlustá až 6 cm, podélně zbrázděná, vláknitá a loupe se v pásech. Větve jsou dlouhé a obvykle svěšené. U mladých jedinců jsou listy úzké, čárkovité, dvouřadě uspořádané. Později vyrůstají ve spirále listy šupinovité, asi 1 až 2 mm dlouhé a 0,7 až 1 mm široké, silně kýlnaté, těsně přitisklé, na vrcholu tupé, na hřbetě mají roztroušené bílé průduchy. Mladé stromky někdy zpočátku rostou neuspořádaně, spíš jako keře.
Dvoudomá dřevina, jejíž samčí i samičí šištice rostou na různých stromech. Samčí šištice jsou válcovitého tvaru, vyrůstající jednotlivě na koncích ohnutých větví, jsou přisedlé, asi 5 mm dlouhé a 2,5 mm široké. Samičí šištice také rostou osaměle na koncích většinou ohnutých větviček, jsou asi 6 mm dlouhé, mají ve spirále pět až deset plodných šupin, každá mívá jedno vajíčko, které se po opylení přemění v semeno. Světle hnědé, kulaté semeno je asi 2 mm velké a jeho dolní část je obklopená suchým epimatiem. Semena dozrávají již prvním rokem, asi za šest až osm měsíců po opylení. V šišce dozraje obvykle méně než osm semen, jež jsou rozptylována větrem, ptáky nebo tekoucí vodou. Bez újmy na klíčivosti dokážou dlouho plavat, rozšiřování semen vodou je v podstatě omezeno výhradně do oblastí nacházejících se po proudu.

## Použití
Dřevo má barvu krémově žlutou, příjemnou vůni a obsahuje hojně vonného oleje, některé stromy ho obsahují až 7 % celkové hmotnosti. Je měkké, lehké, mastné a odolné proti vodě, plísním i napadení suchozemskými i mořskými živočichy. Snadno se opracovává, lze jej dobře soustružit i leštit, využívalo se pro stavbu lodí nebo k výrobě nábytku, nyní se používá hlavně v řezbářství. Olej činí strom vysoce odolný před houbovými chorobami a škodlivým hmyzem, v případě požáru však snadno shoří. Samotný olej se používá k léčbě zanícených ran, při bolestech zubů i jako insekticid.
Vzhledem k omezenému množství dřeva, které lze legálně vytěžit, a k jeho špatné dostupnosti se jeho cena pohybuje ve výši šesti až sedminásobku ceny běžných tvrdých dřev; lehce přístupné stromy byly již dávno vykáceny a nové teprve vyrůstají.

## Ohrožení
Populace lagarostrobu Franklinova prošla těžkou zkouškou, masivní těžbou, která probíhala asi od roku 1820 do relativně nedávné doby. Za tu dobu byla většina dospělých stromů vykácena a kvalitní dřevo použito pro stavbu lodí apod. Asi 15 % původních stanovišť bylo dále zlikvidováno výstavbou hydroelektráren. Celkový počet zbylých jedinců se snížil jen na zlomek toho, co na Tasmánii rostlo před evropským osídlením. Velké, staré stromy se staly vzácnými a zůstaly většinou jen na těžko přístupných místech.
Tento druh však prokázal, za mohutného lidského přispění, velmi dobrou schopnost se z této situace zotavit a nyní již vyrůstá mnoho nových stromů. Asi 85 % porostů je ve státem chráněných oblastech, skácet živý strom lze jen po získání speciálního povolení, stejně tak nelze zlikvidovat spadlý strom. Na základě získaných poznatků nepředpokládá UICN větší ohrožení druhu, v úvahu připadá nejvýše lokální poškození požárem. Nynější populace byla proto při posledním hodnocení v roce 2013 posouzena jako stabilizovaná, pomalu vzrůstající a druh lagarostrobus Franklinův byl zařazen mezi taxony málo dotčené (LC).